# Изотропна тела
Изотропна тела су тела у којима се подједнако у свим правцима распростиру светлост, топлота и електрицитет; свако својство једнако им је у свим правцима. Таква тела немају одређене сталне структуре.